# 德拉赫豪森
德拉赫豪森（德語：Drachhausen）是德国勃兰登堡州的市镇，隶属于施普雷-奈瑟县，总面积为38.37平方千米，截至2023年12月31日总人口为746人。